# Hans Stern
Hans Stern (Essen, 1 oktober 1922 – Rio de Janeiro, 26 oktober 2007) was een Braziliaanse ondernemer.
Hij werd geboren in een Joodse familie en verliet nazi-Duitsland als vluchteling met zijn ouders in 1939 nadat nagenoeg al hun bezittingen in beslag werden genomen. Vervolgens vestigde de familie zich in Brazilië, waar een oom van hem woonde. Daar werkte hij gedurende zijn puberteit als typist bij een edelsteen-exporterend bedrijf. Met de kennis die hij daar opdeed begon hij naderhand voor zichzelf en ging te paard naar Minas Gerais op zoek naar Braziliaanse edelstenen. In 1945 richtte hij in een kantoor in Rio de juwelierszaak H.Stern op die onder zijn leiding uitgroeide tot een van de grootste juwelierszaken ter wereld. Ondanks dat Stern op zijn 70e gedeeltelijk met pensioen is gegaan, bleef hij tot zijn dood de functie van directeur van het bedrijf uitoefenen. Hij overleed op vijfentachtigjarige leeftijd in Rio de Janeiro een natuurlijke dood.